# Amy Davidson
Amy Davidson (Phoenix (Arizona), 15 september 1979) is een Amerikaanse actrice. Ze speelt onder meer Kerry Hennesy in de inmiddels gestopte sitcom 8 Simple Rules. Hoewel haar personage daarin jonger is dan haar televisiezus zus Bridget (Kaley Cuoco) is ze in werkelijkheid zes jaar ouder dan haar tegenspeelster.

## Biografie
Davidson kreeg de entertainmentmicrobe reeds op jonge leeftijd te pakken toen haar ouders haar danslessen lieten nemen. Ze kwam in een dansgroep terecht die meedong in Amerikaanse nationale danscompetities en prijzen won. Na enkele jaren wilde ze gaan acteren.
Tijdens haar laatste jaar op school werd ze voorgesteld aan een agent. Daarop begon haar carrière in de reclamewereld. Haar acteercoach, Gene Fowler, moedigde haar aan naar Los Angeles te verhuizen. 
Ze kreeg een rol in de film The Truth About Jane, waarna ze gecast werd voor een gastrol in de dramaserie Judging Amy en in de televisiefilm Annie's Point. Daar werd ze gecast in de komische serie So Little Time waarin Mary-Kate en Ashley Olsen de hoofdrollen speelden. Ze speelde een gastrol in de sitcom Malcolm in the Middle. 
In 2002 werd ze gecast in een hoofdrol voor de komedie 8 Simple Rules (... for dating my teenage daughter).
Davidson heeft lopen, gewichtheffen, wandelen, boxen en skiën als hobby's. Ze volgt daarnaast dans- en stemlessen. Ze woont in Los Angeles, waar ze een huis kocht.

## Privé
Davidson huwde op 1 mei 2010 met acteur Kacy Lockwood. Het stel kreeg in 2016 een zoon.

## Televisieverschijningen als zichzelf
- 2005; WIN-awards
- 2005; The E! True Hollywood Story
- 2004, 2005; Pet Star
- 2004; Life Is Great with Brooke Burke; serie; 1 afl.
- 2004; The View; serie; 1 afl.
- 2004; Punk'd
- 2004; The Wayne Brady Show; serie; 1 afl.
- 2004; The Sharon Osbourne Show; serie; 1 afl.
- 2004; Larry King Live; serie; 1 afl.
- 2004; 30e Annual People's Choice Awards
- 2004; Family Face Off: Hollywood
- 2003; A Life of Laughter: Remembering John Ritter
- 2003; The Teen Choice Awards 2003

- Library of Congress Control Number: no2010196591
- Virtual International Authority File: 160819135
- WorldCat: E39PBJm4TqM9pC4FKvRfHQCfbd